# Tyto
Tyto (Billberg, 1828) è un genere di uccelli della famiglia Tytonidae, comunemente noti come barbagianni. È l'unico genere della sottofamiglia Tytoninae.

## Descrizione
Questi uccelli hanno una colorazione più scura sul dorso, di solito un colore arancio-marrone, che sul ventre quasi sempre bianco o comunque più chiaro, talvolta screziato, anche se c'è una considerevole variazione considerevole tra le specie. I gufi del genere Tyto sono caratterizzati da un disco facciale a forma di cuore, e sono privi di ciuffi auricolari, presenti invece in molti Strigidi. Tendono inoltre ad essere più grandi dei barbagianni del genere Phodilus. Il nome Tyto (τυτώ) è un onomatopeico dal greco per gufo.

## Tassonomia e sistematica
Durante la loro storia evolutiva, i gufi del genere Tyto hanno dimostrato una migliore capacità di colonizzazione delle isole rispetto ad altri gufi. Molte di queste forme isolane si sono estinte, di cui alcune in tempi relativamente recenti. Un certo numero di barbagianni insulari del Mediterraneo e dei Caraibi erano specie molto grandi e in alcuni casi rappresentavano i superpredatori del loro habitat.

### Specie viventi
Il genere comprende le seguenti specie viventi:
- Tyto tenebricosa (Gould, 1845) - barbagianni fuligginoso
- Tyto multipunctata Mathews, 1912 - barbagianni fuligginoso minore
- Tyto inexspectata (Schlegel, 1879) - barbagianni di Minahassa
- Tyto nigrobrunnea Neumann, 1939 - barbagianni di Sula
- Tyto sororcula (Sclater, 1883) - barbagianni minore
- Tyto manusi Rothschild & Hartert, 1914 - barbagianni di Manus
- Tyto aurantia (Salvadori, 1881) - barbagianni della Nuova Britannia
- Tyto novaehollandiae (Stephens, 1826) - barbagianni australiano
- Tyto rosenbergii (Schlegel, 1866) - barbagianni di Rosenberg
- Tyto soumagnei (A.Grandidier, 1878) - barbagianni del Madagascar
- Tyto alba (Scopoli, 1769) - barbagianni comune
- Tyto furcata (Temminck, 1827) - barbagianni americano
- Tyto javanica (J.F.Gmelin, 1788) - barbagianni australiano
- Tyto deroepstorffi (Hume, 1875) - barbagianni delle Andamane
- Tyto glaucops (Kaup, 1852) - barbagianni facciagrigia
- Tyto capensis (A.Smith, 1834) - barbagianni delle erbe africano
- Tyto longimembris (Jerdon, 1839) - barbagianni erbe orientale

### Specie estinte
Conosciute da resti fossili
- † Tyto sanctialbani (Miocene medio-superiore dell'Europa) - precedentemente assegnato al genere Strix, include T. campiterrae;
- † Tyto robusta (Miocene superiore/Pliocene inferiore della penisola del Gargano, Italia)
- † Tyto gigantea (Miocene superiore/Pliocene inferiore della penisola del Gargano, Italia)
- † Tyto balearica (Miocene superiore/Pleistocene medio del Mediterraneo)
- † Tyto mourerchauvireae (Pleistocene medio della Sicilia, Mediterraneo)
- † Tyto jinniushanensis (Pleistocene di Jing Niu Shan, Cina)
- † Tyto sp. 1
- † Tyto sp. 2

Estinzioni recenti conosciute da resti subfossili

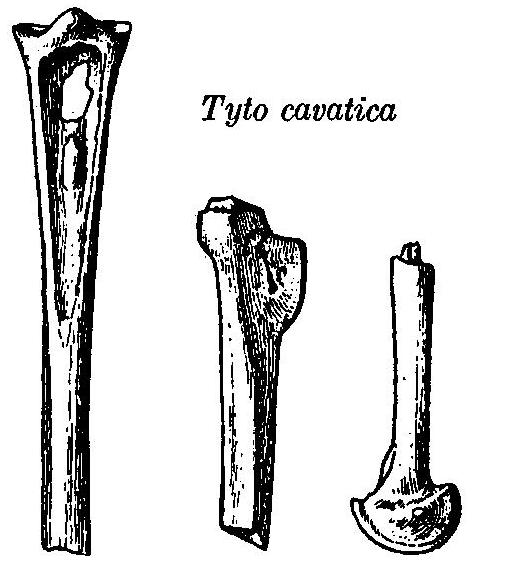
Fossile di Tyto cavatica

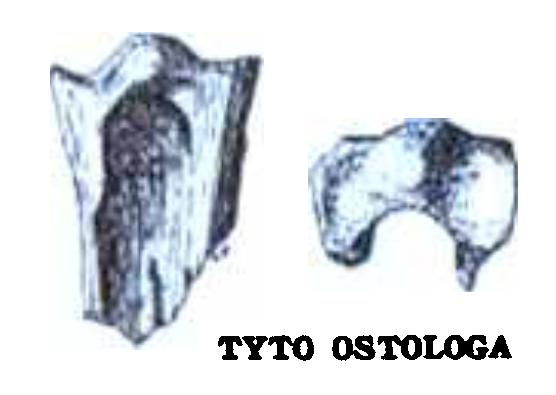
Fossile di Tyto ostologa

- † Barbagianni del Mussau (Tyto cf. novaehollandiae), ritrovato a Mussau;[3]
- † Barbagianni della Nuova Irlanda (Tyto cf. novaehollandiae), ritrovato nella Nuova Irlanda;
- † Barbagianni della Nuova Irlanda minore (Tyto cf. alba/aurantiaca), ritrovato in Nuova Irlanda;[3]
- † Barbagianni della Nuova Caledonia (Tyto letocarti) ritrovato in Nuova Caledonia;
- † Barbagianni di Puerto Rico (Tyto cavatica) ritrovato a Porto Rico (forse sopravvissuto fino al 1912; possibile sottospecie di T. glaucops);
- † Barbagianni di Noel (Tyto noeli), ritrovato a Cuba;
- † Barbagianni di Rivero (Tyto riveroi) ritrovato a Cuba;
- † Barbagianni cubano (Tyto sp.) ritrovato a Cuba;
- † Barbagianni di Hispaniola (Tyto ostologa) ritrovato ad Hispaniola;
- † Barbagianni di Andros, anche conosciuto come Barbagianni delle Bahamas, Barbagianni maggiore delle Bahamas, o Chickcharney (Tyto pollens) ritrovato ad Andros, Bahamas (potrebbe essere sopravvissuto fino al XVI secolo);
- † Barbagianni di Barbuda (Tyto neddi) ritrovato a Barbuda, e forse ad Antigua;
- † Barbagianni maltese (Tyto melitensis ) ritrovato a Malta (precedentemente assegnato al genere Strix, forse rappresenta una paleosottospecie di Tyto alba);

### Specie riassegnate
Un certo numero di fossili di gufo furono al tempo assegnate al genere Tyto, ma oggi sono state ricollocate in altri generi. Anche se ci sono chiare differenze nell'osteologia tra i veri gufi e i barbagianni, c'è stata un'evoluzione parallela in una certa misura e quindi le ossa fossili isolate non possono essere necessariamente assegnate a nessuna famiglia senza uno studio approfondito. In particolare, il genere Strix è stato applicato erroneamente da molti primi scienziati come "refugium peccatorum" per molti gufi incluso Tyto.
- † Tyto antiqua (Eocene superiore/Oligocene inferiore di Quercy? - Miocene inferiore della France) era un barbagianni del genere preistorico Prosybris; questo taxon potrebbe essere un nomen nudum in quanto la specie è stata originariamente ascritta al genere Strix, ma ciò richiede conferma;[5]
- † Tyto edwardsi (Miocene superiore da Grive-Saint-Alban, Francia) era un gufo strigidae non ancora assegnato a nessun genere; potrebbe appartenere al genere Strix o al gruppo europeo simile Ninox;
- † Tyto ignota (Miocene medio di Sansan, Francia) era un gufo strigidae di affinità poco chiare; potrebbe appartenere al genere Strix, ma ciò richiede conferma;[5]
- † "TMT 164", un tarsometatarso sinistro distale di un presunto Tyto dal Miocene medio di Grive-Saint-Alban (Francia) potrebbe anche appartenere a Prosybris poiché è simile a Tyto antiqua;[6]